# ANOTHER SINGLES
『ANOTHER SINGLES』（アナザー・シングルス）は、日本のヴィジュアル系ロックバンド・Janne Da Arcが2003年9月18日にmotorodから発売した1枚目のベストアルバムである。

## 内容
前作『ANOTHER STORY』から約7ヶ月ぶり、翌年にメジャーデビュー5周年を迎えることを記念して発売された初のベストアルバムで、『SINGLES』と同時発売された。
1stシングル「RED ZONE」から、16thシングル「餓えた太陽」までのカップリング曲、ボーナストラックとして「Who am I?」を収録した裏ベストアルバムとなっている。
初回生産分には特典として全5種類の内1種類のトレーディングカードが封入された。

## 収録曲
1. seal [4:48]
  - 1stシングルのカップリング曲。
2. FAKE [4:46]
  - 2ndシングルのカップリング曲。
3. Vanish [3:59]
  - 3rdシングルのカップリング曲。
4. Vanity (Single Mix from"D・N・A") [4:23]
  - 両A面からなる、4thシングルの表題2曲目。1stアルバム『D・N・A』のアルバムバージョンではなく、シングルバージョンで収録された。
5. IMAGE or... [5:28]
  - 5thシングルのカップリング曲。
6. differ [4:58]
  - 6thシングルのカップリング曲。
7. Blue Tear〜人魚の涙〜 [5:39]
  - 7thシングルのカップリング曲。
8. ナイフ [4:37]
  - 9thシングルのカップリング曲。
9. GUNS [4:04]
  - 10thシングルのカップリング曲。
10. Dear my... [5:29]
  - 11thシングルのカップリング曲。
11. MOTHER BRAIN [5:01]
  - 12thシングルのカップリング曲。
12. QUEEN [5:02]
  - 13thシングルのカップリング曲。
13. answer [5:00]
  - 14thシングルのカップリング曲。
14. MEDICAL BODY (“ANOTHER SINGLES”MIX) [3:46]
  - 16thシングルのカップリング曲のアルバムバージョン。
15. Who am I? (BONUS TRACK) [4:09]
  - 今作のボーナストラック。インディーズ時代の未発表曲。

## 参加ミュージシャン
Janne Da Arc
- yasu：Vocal
- you：Guitar
- ka-yu：Bass
- kiyo：Keyboards
- shuji：Drums

## タイアップ
- アイディアファクトリー製PlayStation 2専用ゲームソフト『スカイサーファー』オープニングテーマ (#4)